# Toplica (Vrapčište)
Toplica (makedonsky: Топлица, albánsky: Toplicë) je vesnice v Severní Makedonii. Nachází se v opštině Vrapčište v Položském regionu. 
Podle sčítání lidu z roku 2002 žije ve vesnici 1 274 obyvatel. Etnickými skupinami jsou:
- Albánci – 1 267
- Bosňáci – 1
- ostatní – 6